# Erik Barslev
Erik Barslev, født 18. maj 1955 i Aalborg, er en dansk tidligere atlet og tidligere atletiktræner, Er nu lærer på Elise Smith skole i Aarhus.
Barslev var aktiv i Aalborg Atletik Klub og flyttede til Aarhus hvor han var træner i Viby IF 1978. I 1990 blev han elitechef og træner i Aarhus 1900 senere i Silkeborg AK 77, hvor han bl.a. var træner for Annelouise V. Jensen, Louise Biede og tidligere i Viby også for Sara Petersen, Karen Gydesen, Erik Sidenius Jensen, Inge Barslev, Ane Skak, Peter Regli og Morten Kjems. Han var landstræner i sprint/hæk/stafet fra 1983 til 1998. Hans aktive har vundet over 100 danske seniorguldmedaljer. Barslev er pt træner i Aalborg Atletik og Motion, hvor han blandt andre træner Benjamin Lobo Vedel, Monika Benserud, Martin Johansen, Nathalie Richter og Mathilde Prietzel Nielsen. Barslev har også undervist på DGI's og DAF's kurser siden 1983 og har deltaget i IAAF og EAA's trænerseminarer om sprint/hæk/hurtighedsudvikling i Bad Blankenburg, DDR 1989, Rom 1996 samt Malta 2004.
Barslev var, som fysisk træner, med til at starte det danske bobslædeprojekt i 1998.
Barslev er lærer i tysk, engelsk, historie og idræt på privatskolen Elise Smiths Skole i Aarhus centrum. 

## Danske mesterskaber
- Sølv 1997 Danmarksturneringen med Aarhus 1900
- Bronze 1976 Danmarksturneringen med Aalborg Atletik Klub
- Sølv 1975 Danmarksturneringen med Aalborg Atletik Klub